# Herlango

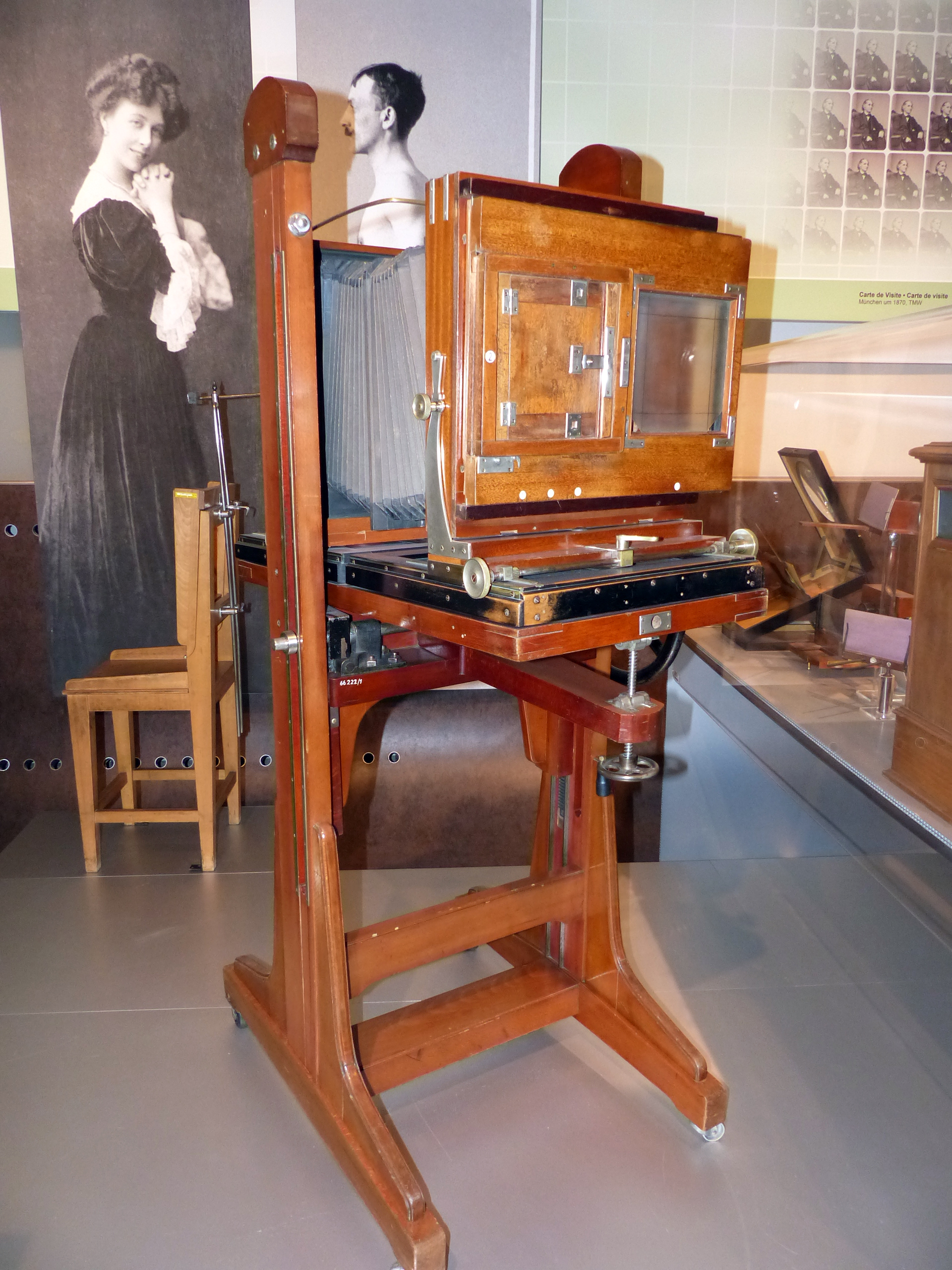
Atelierkamera Hoffmann von Herlango um 1920

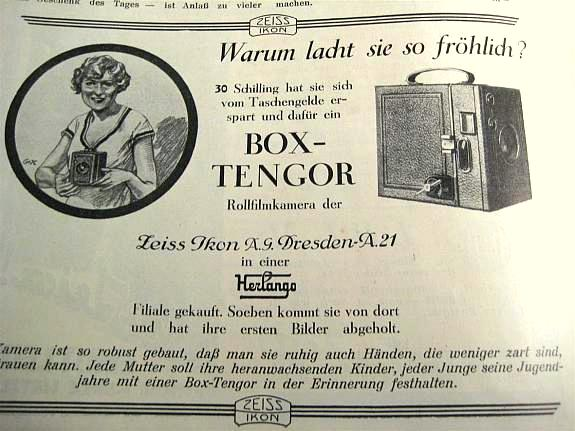
Kundenwerbung von Herlango zwischen 1925 und 1938

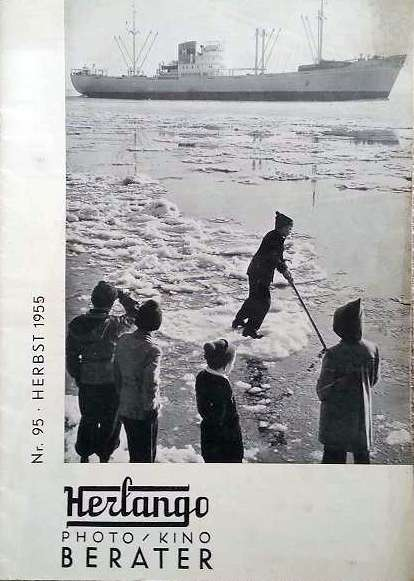
Einer der unzähligen Kataloge von Herlango anno 1955

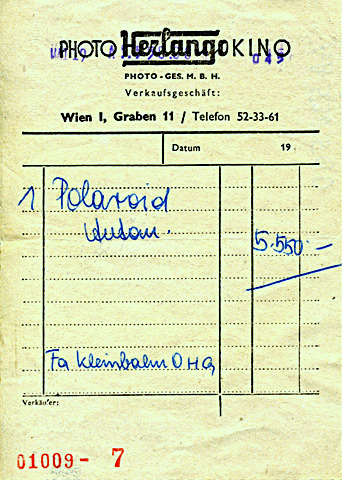
Rechnung von Foto Herlango 1966

Herlango war ein österreichisches Fotohandelshaus, das von 1917 bis 1992 bestand.

## Geschichte

### Gründung
Das Unternehmen wurde 1917 in Wien gegründet, nachdem die Firma R. A. Goldmann der GmbH in die Firma Vereinigte photographische Industrien Langer & Comp., F. Hrdliczka G.m.b.H. eingegliedert worden war. Die drei Gründer waren Ferdinand Hrdliczka, Langer und Rudolf Anton Goldmann (Sohn von Anton Goldmann), aus deren Nachnamen sich der Firmenname Herlango ableitet.
1922 wurde das Unternehmen in eine Aktiengesellschaft umgewandelt. Die Aktienmehrheit befand sich im Besitz der Anglo-Austrian Bank.

### Standorte
Im 1. Wiener Gemeindebezirk (Graben 11) waren der Firmensitz und die Hauptfiliale ansässig. Eine weitere Filiale war im 4. Bezirk (Wiedner Hauptstraße 20). Lange Jahre war eine Filiale, als auch die Zentrale, im 6. Bezirk (Mariahilfer Straße 51). Auch im 3. (Landstraßer Hauptstraße 88), 9. (Alserstraße 20), 10. (Laxenburgerstraße) und 16. Bezirk (Lerchenfeldergürtel) befanden sich Filialen. Neben den Wiener Filialen gab es drei weitere in Österreich, eine in Graz (Herrengasse 13), eine in Linz (Landstraße 9) und eine in Innsbruck (Maria-Theresien-Straße 10).

### Portfolio
Bei Herlango wurden Fotoapparate, Blitzgeräte, Stative, Film- und Projektionsapparate, Leinwände, Filme und Fotoausarbeitungen, Reparaturannahmen, Fotoalben und Fotozubehörartikel angeboten. Anfangs wurden Plattenkameras und Rollfilmkameras verkauft, im Lauf der weiteren Entwicklung verlagerte sich das Angebot auf 35-mm-Kleinbildkameras und Spiegelreflexkameras. Auch Sofortbildkameras und Filmpacks wurden angeboten.
Das umfangreiche Angebot wurde zweimal jährlich in einem Gesamtkatalog herausgegeben. Der viele Jahre bekannte und einprägsame Slogan von Herlango lautete „Gut beraten – gut gekauft“.

### Der Wendepunkt
Im Jahr 1963 übernahm Bernhard Goldmann (der 3. Goldmann) die Unternehmensführung. Das viel zu rasch wachsende Unternehmen kam in Schwierigkeiten und in der Folge 1980 zu einem Ausgleich. Die Ära der Gründerfamilie ging zu Ende, als im Zuge dieses Ausgleichs der Wiener Schmuckhändler Engelbert Teuretzbacher als Gesellschafter in das Unternehmen einstieg.
Die Familie Goldmann führte weiterhin in Zusammenarbeit mit Teuretzbacher das Unternehmen. Diese Zusammenarbeit stellte sich als sehr schwierig heraus. So kam es 1984 zum großen Bruch zwischen den Partnern und Bernhard Goldmann schied aus der Herlango aus. Engelbert Teuretzbacher hatte zusammen mit seinem Sohn Thomas nun freie Hand, die Herlango AG zu führen. 

### Neuausrichtung
Unter der Leitung von Engelbert und Thomas Teuretzbacher verlegte sich der Schwerpunkt von Herlango vom reinen Fotohandel auf das stark boomende Computergeschäft mit Exporten nach Osteuropa (Marke: Future Technologie), dazu wurde das Geschäft auch auf andere Produktsegmente erweitert wie etwa Schmuck, Augenoptik und Tonträger. Die rasche Expansion war hauptsächlich durch Bankkredite finanziert.

### Zusammenbruch
Auf Grund der rasant gestiegenen Zinsen (Verdoppelung innerhalb kurzer Zeit) bis Anfang der 1990er Jahre und einer rezessiven Entwicklung der gesamten Branche in Europa musste Herlango Anfang 1992 Insolvenz anmelden.
Zum Zeitpunkt der Insolvenz im Jahr 1992 hatte die Kette 135 Filialen von Wien bis Sankt Petersburg und 1,8 Milliarden Schilling Schulden (heute inflationsbereinigt umgerechnet rund 220 Millionen Euro). Teile der Herlango-Kette wurden vom Unternehmen Niedermeyer übernommen. Darunter war auch jene Filiale am Graben, wo Helmut Niedermeyer ab 1949 seine Fotohandelslehre absolviert hatte.